# Birgit Pollmann
Birgit Pollmann (* 6. August 1947 in Braunschweig; † 20. August 1994 ebenda) war eine deutsche Hochschullehrerin und Politikerin. Von 1993 bis 1994 war sie Regierungspräsidentin des Regierungsbezirks Lüneburg.

## Leben
Birgit Pollmann wurde 1947 in Braunschweig geboren und wuchs im dortigen Siegfriedviertel auf. Sie legte 1966 an der Ina-Seidel-Schule das Abitur ab und studierte anschließend an der Technischen Hochschule bzw. seit 1968 Technischen Universität Braunschweig Politikwissenschaft, Geschichte und Philosophie. Nach dem ersten Staatsexamen für das höhere Lehramt entschied sie sich für eine wissenschaftliche Karriere. Pollmann wurde 1976 mit der Dissertation Reformansätze in Niedersachsen 1945 – 1949 promoviert. Sie habilitierte sich 1985 mit der Arbeit Lehrerinnen zwischen Emanzipation und Anpassung (1870–1933). Von 1973 bis 1985 war sie als wissenschaftliche Assistentin und von 1985 bis 1988 als Professorin für Politikwissenschaften an der TU Braunschweig tätig. Sie war von 1988 bis 1993 Braunschweiger Stadträtin für Schulen, Kultur und Sport. Am 1. Oktober 1993 übernahm sie das Amt der Regierungspräsidentin von Lüneburg.
Birgit Pollmann starb am 20. August 1994. Sie wurde auf dem Hauptfriedhof Braunschweig bestattet.

## Familie
Birgit Pollmann war seit 1971 mit dem Historiker und Hochschullehrer Klaus Erich Pollmann verheiratet. Der Ehe entstammen zwei Söhne.

## Schriften (Auswahl)
- Reformansätze in Niedersachsen 1945 – 1949, dargestellt am Beispiel der Gesetzentwürfe zur paritätischen Besetzung der Industrie- und Handelskammern und zur Bodenreform., Dissertation 1976.
- Reformansätze in Niedersachsen. Niedersächsische Landeszentrale für Politische Bildung, Hannover 1977
- Niedersachsen in Geschichte und Gegenwart. Niedersächsische Landeszentrale für Politische Bildung, Hannover 1979
- Lehrerinnen in Deutschland und in den USA zwischen Emanzipation und Anpassung. Lang, Frankfurt am Main 1989
- Die Bedeutung Heinrich Büssings für die Industrialisierung Braunschweigs. Stadtarchiv, Braunschweig 1993